# Gobrya bacchoides
Gobrya bacchoides är en tvåvingeart som beskrevs av Walker 1860. Gobrya bacchoides ingår i släktet Gobrya och familjen Gobryidae. Inga underarter finns listade i Catalogue of Life.